# اینگرسهایم
اینگرسهایم (به آلمانی: Ingersheim) یک شهر در آلمان است که در لودویگزوبورگ واقع شده‌است.

## خصوصیات
اینگرسهایم ۶٬۰۲۵ نفر جمعیت دارد.